# Zacamilola
Zacamilola är en ort i Mexiko.   Den ligger i kommunen Atlahuilco och delstaten Veracruz, i den sydöstra delen av landet, 230 km öster om huvudstaden Mexico City. Zacamilola ligger 2 277 meter över havet och antalet invånare är 627.
Terrängen runt Zacamilola är kuperad västerut, men österut är den bergig. Runt Zacamilola är det ganska tätbefolkat, med 93 invånare per kvadratkilometer. Närmaste större samhälle är Río Blanco, 19,5 km norr om Zacamilola. I omgivningarna runt Zacamilola växer i huvudsak blandskog.